# Johann Anton Leisewitz
Johann Anton  Leisewitz (Hannover, 1752. május 9. – Braunschweig, 1806. szeptember 10.) német drámaíró és jogász.

## Életpályája
Egy helyi borkereskedő fiaként ifjúságát Celle városában töltötte. 1770 és 1774 között Göttingenben (Georg-August-Universität Göttingen) végezte jogi tanulmányait, ahol 1774-től a Liget-kör (Göttinger Hainbund) tagja volt.
1778 után először hivatalnok, azután a Ferdinánd trónörökös nevelője, végül mint titkos igazságügyi tanácsos működött. Számos terve (például a harmincéves háború története, Die Weiber von Weinsberg című vígjáték stb.) csak tervek maradtak. Összes munkáit Schweiger adta ki 1838-ban.

## Művei
- Fő műve nagy tehetségéről tanúskodó szomorújátéka (Trauerspiel): Julius von Tarent (1776, újra kiadta Werner 1889), amelyet (mivel névtelenül jelent meg) Gotthold Ephraim Lessing Goethe művének tartott, a fiatal Schiller pedig – saját nyilatkozata szerint – könyv nélkül tudott. A darab a Sturm und Drang egyik legbecsesebb és legbefolyásosabb terméke.
- Die Pfandung (drámai jelenet), 1775
- Der Besuch um Mitternacht (drámai jelenet Szene), 1775
- Selbstgespräch eines starken Geistes in der Nacht (drámatöredék), 1776
- Konradin (drámatöredék), 1776
- Alexander und Hephästion (drámatöredék), 1776
- Rede eines Gelehrten an eine Gesellschaft Gelehrter (szatíra), 1776
- Geschichte der Entdeckung und Eroberung der Kanarischen Inseln (fordítás angolból), 1777
- Nachricht von Lessing's Tod (Levél Lichtenbergből), 1781
- Über die bei Einrichtung öffentlicher Armenanstalten zu befolgenden Grundsätze, 1802